# Simone Manuel
Simone Manuel (2 augustus 1996) is een Amerikaanse zwemster. Ze vertegenwoordigde haar vaderland op de Olympische Zomerspelen 2016 in Rio de Janeiro.

## Carrière
Bij haar internationale debuut, op de wereldkampioenschappen zwemmen 2013 in Barcelona, eindigde Manuel als zevende op de 50 meter vrije slag. Samen met Natalie Coughlin, Elizabeth Pelton en Megan Romano zwom ze in de series van de 4x100 meter vrije slag, in de finale veroverden Coughlin en Romano samen met Missy Franklin en Shannon Vreeland de wereldtitel. Voor haar aandeel in de series ontving Manuel eveneens de gouden medaille.
Op de Pan-Pacifische kampioenschappen zwemmen 2014 in Gold Coast sleepte de Amerikaanse de bronzen medaille in de wacht op de 100 meter vrije slag, op de 50 meter vrije slag eindigde ze op de vierde plaats. Op de 4x100 meter vrije slag legde ze samen met Missy Franklin, Abbey Weitzeil en Shannon Vreeland beslag op de zilveren medaille. Samen met Missy Franklin, Jessica Hardy en Kendyl Stewart behaalde ze de zilveren medaille op de 4x100 meter wisselslag.
In Kazan nam Manuel deel aan de wereldkampioenschappen zwemmen 2015. Op dit toernooi eindigde ze als zesde op de 100 meter vrije slag en als achtste op de 50 meter vrije slag. Op de 4x100 meter vrije slag veroverde ze samen met Missy Franklin, Margo Geer en Lia Neal de bronzen medaille. Samen met Missy Franklin, Jessica Hardy en Kendyl Stewart eindigde ze als vierde op de 4x100 meter wisselslag. Op de gemengde 4x100 meter vrije slag werd ze samen met Ryan Lochte, Nathan Adrian en Missy Franklin wereldkampioen.
Tijdens de Olympische Zomerspelen van 2016 in Rio de Janeiro werd de Amerikaanse, ex aequo met de Canadese Penelope Oleksiak, olympisch kampioene op de 100 meter vrije slag, op de 50 meter vrije slag legde ze beslag op de zilveren medaille. Samen met Kathleen Baker, Lilly King en Dana Vollmer sleepte ze de gouden medaille in de wacht op de 4x100 meter wisselslag. Op de 4x100 meter vrije slag behaalde ze samen met Abbey Weitzeil, Dana Vollmer en Katie Ledecky de zilveren medaille.

## Internationale toernooien
| Jaar | Olympische Spelen                                                        | WK langebaan | WK kortebaan  | PanPacs                                                                                              | Pan-Ams       |
| ---- | ------------------------------------------------------------------------ | --- | ------------- | --- | ------------- |
| 2013 |                                                                          | 7e 50m vrije slag · 4x100m vrije slag · Manuel zwom enkel de series                                                                                  |               | |               |
| 2014 |                                                                          | | geen deelname | 4e 50m vrije slag · 100m vrije slag · 4x100m vrije slag · 4x100m wisselslag                          |               |
| 2015 |                                                                          | 8e 50m vrije slag · 6e 100m vrije slag · 4x100m vrije slag · 4e 4x100m wisselslag · 4x100m vrije slag gemengd                                        |               | | geen deelname |
| 2016 | 50m vrije slag · 100m vrije slag · 4x100m vrije slag · 4x100m wisselslag | | 6-11 december | |               |
| 2017 |                                                                          | 50m vrije slag · 100m vrije slag · 4x100m vrije slag · 4x100m wisselslag · 4x100m vrije slag gemengd · 4x100m wisselslag gemengd                     |               | |               |
| 2018 |                                                                          | | geen deelname | 50m vrije slag · 100m vrije slag · 4x100m vrije slag · 4x100m wisselslag · 4x100m wisselslag gemengd |               |
| 2019 |                                                                          | 50m vrije slag · 100m vrije slag · 4x100m vrije slag · 4x200m vrije slag · 4x100m wisselslag · 4×100m vrije slag gemengd · 4×100m wisselslag gemengd |               | | geen deelname |

## Persoonlijke records
Bijgewerkt tot en met 8 september 2020
Kortebaan
| Afstand         | Tijd  | Datum            | Plaats       |
| --------------- | ----- | ---------------- | ------------ |
| 50m vrije slag  | 24,07 | 12 december 2015 | Indianapolis |
| 100m vrije slag | 51,69 | 11 december 2015 | Indianapolis |

Langebaan
| Afstand         | Tijd    | Datum        | Plaats   |
| --------------- | ------- | ------------ | -------- |
| 50m vrije slag  | 23,97   | 2017         | Budapest |
| 100m vrije slag | 52,04   | 2019         | Gwangju  |
| 200m vrije slag | 1.56,09 | 25 juli 2019 | Gwangju  |